# Pomnik Hieronima Dekutowskiego w Tarnobrzegu
Pomnik Hieronima Dekutowskiego w Tarnobrzegu – tarnobrzeski pomnik znajdujący się na placu Antoniego Surowieckiego, na skrzyżowaniu ulic A. Mickiewicza i Sokolej.
Komitet Budowy Pomnika powołano 10 grudnia 2008 r. Na jego czele stanął Tadeusz Wojteczko, a członkami zostali głównie sympatycy Klubu Gazety Polskiej. Pomnik finansowany był ze składek ludności, także wśród polonii amerykańskiej. Twórcą pomnika jest gdański artysta rzeźbiarz Giennadij Jerszow. Patronat honorowy objął prezydent RP Lech Kaczyński.
Pomnik odsłonięto w 91. rocznicę odzyskania przez Polskę niepodległości.